# Peleteria lianghei
Peleteria lianghei är en tvåvingeart som beskrevs av Chao 1979. Peleteria lianghei ingår i släktet Peleteria och familjen parasitflugor. Inga underarter finns listade i Catalogue of Life.